# Cantón de Le Bleymard
El cantón de Le Bleymard era una división administrativa francesa, que estaba situada en el departamento de Lozère y la región de Languedoc-Rosellón.

## Composición
El cantón estaba formado por doce comunas:
- Allenc
- Bagnols-les-Bains
- Belvezet
- Chadenet
- Chasseradès
- Cubières
- Cubiérettes
- Le Bleymard
- Mas-d'Orcières
- Sainte-Hélène
- Saint-Frézal-d'Albuges
- Saint-Julien-du-Tournel

## Supresión del cantón de Le Bleymard
En aplicación del Decreto n.º 2014-245 de 25 de febrero de 2014, el cantón de Le Bleymard fue suprimido el 22 de marzo de 2015 y sus 12 comunas pasaron a formar parte; siete del nuevo cantón de Saint-Étienne-de-Valdonnez y cinco del nuevo cantón de Grandrieu.